# Hanna Nordstrand
Hanna Nordstrand, född den 19 september 2004, är en svensk innebandysspelare som spelar för Täby IS och svenska damlandslaget.
Hanna Nordstrand har med det svenska landslaget tagit ett VM guld (2023) och ett silver i World Games år 2025. 2023 blev hon utsedd till Årets rookie i SSL.